# Joseph François Victor de Saultier de Monthoux
Joseph François Victor de Saultier de Monthoux, né le 6 janvier 1743 et mort le 12 janvier 1808, est un magistrat sarde, puis un homme politique français du Premier Empire.

## Biographie
Joseph François Victor de Saultier de Monthoux naît le 6 janvier 1743, à Chambéry, dans le duché de Savoie,. Il est le fils de noble Pierre-François de Saultier et de Marie-Françoise De-moussy.
Il est avocat-général au Sénat de Savoie. Il devient « régent de la chancellerie et du tribunal de la royale Audience de Cagliari, en 1792 ».
Le duché est annexé par la France révolutionnaire en 1792. Il devient sous-préfet d'Annecy le 18 brumaire,[Lequel ?].
Le Sénat conservateur fait appel à lui pour représenter le Mont-Blanc, le 27 brumaire an XI (18 novembre 1802). Il siège au Corps législatif, du 27 mars 1802 au 1er juillet 1807,.
Il obtient la Légion d'honneur le 4 frimaire an XII (26 novembre 1803).
Joseph François Victor de Saultier de Monthoux meurt le 12 janvier 1808,.